# 279-es busz (Budapest)
A budapesti 279-es jelzésű autóbusz Lakihegy, Cseresznyés utca és Auchan, Sziget áruház között közlekedik Szigetszentmiklós érintésével. A vonalat a MÁV Személyszállítási Zrt. üzemelteti.

## Története
A járat 2014. augusztus 25-én indult, miután a BKK átszervezte Szigetszentmiklós közlekedését és néhány járatot átvett a Volánbusztól.
2019. július 1-jétől egyes menetek 279B jelzéssel közlekednek a Dunaharaszti utca és a Béke utca érintésével.

## Útvonala
| Lakihegy, Cseresznyés utca → Auchan Sziget áruház → Leshegy Ipari Park → Szigetszentmiklós → Leshegy Ipari Park → Auchan Sziget áruház | Lakihegy, Cseresznyés utca → Auchan Sziget áruház → Leshegy Ipari Park → Szigetszentmiklós → Leshegy Ipari Park → Auchan Sziget áruház |
| --- | --- |
| Lakihegy, Cseresznyés utca vá. – II. Rákóczi Ferenc út – Áruházi bekötőút – Auchan Sziget áruház vá. – Áruházi bekötőút – II. Rákóczi Ferenc út – Szigetszentmiklós, új átkötő út – Leshegy út – Csepeli út – Bercsényi utca – Petőfi Sándor utca – Árpád utca – Tököli út – Ifjúság útja – Gyári út – Bajcsy-Zsilinszky utca – Tököli út – Szebeni utca, forduló – Tököli út – Dobó István utca – Ősz utca – Széchenyi utca – Petőfi Sándor utca – Szabadság utca, forduló – Petőfi Sándor utca – 5102. sz. út – Leshegy út – Szigetszentmiklós, új átkötő út – II. Rákóczi Ferenc út – Áruházi bekötőút – Auchan Sziget áruház vá. | |

## Megállóhelyei
Az átszállási kapcsolatok között az azonos útvonalon, de ellenkező irányban közlekedő 280-as busz nincs feltüntetve.
| 0  | ∫  | Lakihegy, Cseresznyés utca induló végállomás                  |                                                               |
| 0  | ∫  | Lakihegy, Cseresznyés utca                                    | 38, 38A, 238 689, 690                                         |
| 1  | ∫  | Lacházi fogadó                                                | 38, 38A, 238 690                                              |
| 2  | ∫  | Gát utca                                                      | 38, 38A, 238 689, 690                                         |
| 3  | ∫  | Áruházi bekötőút                                              | 38, 38A, 138, 238 688, 690, 691                               |
| 5  | 0  | Auchan Sziget áruház vonalközi induló végállomás              | 38, 38A, 138, 238 690                                         |
| 7  | 2  | Hárosi Csárda                                                 | 38, 38A, 138, 238, 278 690                                    |
| 10 | 5  | Leshegy utca                                                  | 278 691                                                       |
| 12 | 7  | Leshegy Ipari Park                                            | 278 673, 691                                                  |
| 14 | 9  | Bányató út                                                    | 673, 674                                                      |
| 16 | 10 | Bánki Donát utca                                              | 673, 674                                                      |
| 17 | 12 | Temető utca                                                   | 673, 674                                                      |
| 17 | 12 | Wesselényi utca                                               | 673, 674                                                      |
| 19 | 14 | Szigetszentmiklós, városháza                                  | 38, 238 672, 673, 674, 675, 676, 678, 682, 683, 684, 689, 691 |
| 20 | 15 | Városi Könyvtár                                               | 38 672, 673, 674, 682, 683, 684                               |
| 21 | 16 | Miklós Pláza                                                  | 38 672, 673, 674                                              |
| 23 | 18 | József Attila utca                                            | 38, 238 672, 673, 674, 675, 676, 689, 691                     |
| 24 | 19 | Váci Mihály utca (József Attila-telep H)                      | 38, 238 682, 683, 684                                         |
| 25 | 20 | Jókai utca                                                    | 38, 238 682, 683, 684                                         |
| 27 | 22 | Akácfa körút                                                  | 38, 238                                                       |
| 28 | 23 | Tamási Áron utca                                              | 38, 238                                                       |
| 29 | 24 | Miklós tér                                                    | 38, 238                                                       |
| 31 | 26 | Szebeni utca                                                  | 38, 238 682, 683                                              |
| 33 | 28 | Nap utca (óvoda)                                              | 38, 238                                                       |
| 34 | 29 | Ősz utca                                                      | 38, 238                                                       |
| 35 | 30 | Ady Endre utca                                                | 38, 238                                                       |
| 37 | 32 | Szigetszentmiklós, Szabadság utca vonalközi érkező végállomás | 38, 238, 278 689, 691                                         |
| ∫  | 33 | Massányi úti lakópark                                         | 38, 238, 278                                                  |
| ∫  | 37 | Leshegy Ipari Park                                            | 278 673, 691                                                  |
| ∫  | 39 | Leshegy utca                                                  | 278 691                                                       |
| ∫  | 43 | Auchan Sziget áruház érkező végállomás                        | 38, 38A, 138, 238 690                                         |